# The Burton Greene Trio on Tour
The Burton Greene Trio on Tour (Alternativtitel Concert Tour) ist ein Jazzalbum von Burton Greene. Die im April 1966 während einer Tournee des Pianisten an der Syracuse University in Buffalo und im Kino der Cornell University in Ithaca entstandenen Aufnahmen erschienen 1968 als Langspielplatte auf ESP-Disk, 1993 als Compact Disc erstmals in Japan auf Venus Records.

## Hintergrund
On Tour war das zweite Album des Pianisten Burton Greene nach dem 1965 veröffentlichten Album Burton Greene Quartet (You Never Heard Such Sounds in Your Life) (ESP-Disk 1024; im Quartett mit Marion Brown, Henry Grimes und Dave Grant) Greene spielte im April 1966 während der College-Tour durch New York State in Triobesetzung mit Steve Tintweiss am Bass und Shelly Rusten (Perkussion). Zwei Monate zuvor waren Greene und Tintweiss mit Albert Ayler, Frank Smith (Tenorsaxophon) und Rashied Ali im New Yorker Jazzclub Slug’s aufgetreten.
Burton Green schrieb zu der Tournee in den Liner Notes: „Wir hatten die Kühnheit, den Leuten zu sagen, dass nicht nur unsere Herangehensweise an die Musik gültig war, sondern dass die Ergebnisse oft so komplex waren und oft mehr als, sagen wir [die Musik von] Beethoven. Während der gesamten Tournee haben wir die Idee der ‚heiligen Kuh‘ weiter verunglimpft und versucht, die Menschen zu ermutigen, ihr eigenes Ding zu machen, anstatt uns blind zu folgen und unsere Techniken nachzuahmen usw.“

## Titelliste
- Burton Greene: The Burton Greene Trio on Tour (ESP Disk 1074)[3]

1. Bloom in the Commune  9:50
2. Ascent  11:25
3. Tree Theme  12:35
4. Transcendence  12:42

Die Kompositionen stammen von Burton Greene.

## Rezeption
Der Autor von DustyGroove.com schrieb, Steve Tintweiss am Bass und Shelly Rusten am Schlagzeug würden Burton Grrene viel Raum geben, um sich auf eine offene, frei improvisierte Art zu entfalten. Es gebe einen sehr raumgreifenden, dynamischen Stil in dieser Musik – mit schrägen Segmenten, die von weiter geöffneten unterbrochen werden, und gelegentlichen Crescendi mit breiten „sheets of sound“.
Scott Yanow verlieh dem Album in Allmusic lediglich zwei Sterne und meinte, Burton Greene spielte in Triobesetzung vier experimentierfreudige, aber oft weitläufige Eigenkompositionen. Zum Zeitpunkt ihrer Neuauflage als CD würde diese Musik ziemlich veraltet wirken, so Yanows Einwand, und trotz der hohen Energie beim Spiel seien die Ergebnisse an manchen Stellen etwas langweilig und inkohärent. Diese frühe Unternehmung sei nur in kleinen Dosen von Interesse.